# Euryglossa antennata
Euryglossa antennata är en biart som först beskrevs av Rayment 1935.  Euryglossa antennata ingår i släktet Euryglossa och familjen korttungebin. Inga underarter finns listade i Catalogue of Life.